# María Calcaño
María Calcaño   (Maracaibo, 12 de desembre de 1906 - 1956) va ser una poeta veneçolana.

## Biografia
Als 14 anys va ser lliurada en matrimoni pels seus pares. D'aquest primer matrimoni, amb Juan Roncajolo, va tenir sis fills. Posteriorment es va casar amb l'escriptor Héctor Araujo Ortega i criar a un nebot d'aquest.
La vida de província i els costums de la seva època no van impedir que conreés l'escriptura poètica. El reconeixement li va arribar tard i la seva obra va ser coneguda al seu país per la feina de Cósimo Mandrillo a la dècada del 1980, quan va publicar una antologia sobre la seva obra. La temàtica de la seva obra poètica està marcada per l'erotisme. L'eros es manifesta en els seus poemes de manera senzilla i directa, marcat pel desig. Els seus poemes eren subversius per a la seva època a l'enfrontar-se a la moral de l'època. És considerat la primera poeta veneçolana que va assumir la modernitat a través de la llibertat i el gaudir de l'expressió.
No va pertànyer a cap grup literari, però va coincidir amb els integrants de el grup Seremos, entre els quals va conèixer al seu segon marit.
El seu primer poemari titulat Alas fatales va ser mal vist per la societat de l'època, també titllat d'immoral. Vint anys després publicaria el seu segon llibre amb el nom Canciones que oyeron mis últimas muñecas (1956, el mateix any de la seva mort).
Algunes antologies que recopilen tota la seva obra són María Calcaño. Antología Poética (1984); María Calcaño. Obras completas, publicat per la Societat Dramàtica de Maracaibo el 1996; María Calcaño. Obras completas, per Arcevo Històric de l'Estat Zulia el 1997; i Obra poética completa María Calcaño, per Monte Ávila Editores el 2008.
Els seus poemes han estat inclòs en diverses antologies de poesia veneçolana, com: Donde la boca que te busca (Antología femenina), Cuerpos desnudos, hechos ardientes. Poesía erótica venezolana (Néstor Leal, 1996), Antología de la poesía venezolana (Rafael Arráiz Lucca, 1997), Del dulce mal. Poesía Amorosa de Venezuela (Harry Almela, 2008), El perro y la rana (2011), entre d'altres.
Va editar els llibres Alas fatales (1935), Canciones que oyeron mis últimas muñecas (1956), i Entre la luna y los hombres (1960), el qual es publica de manera pòstuma. Dues de les seves obres inèdites, La hermética maravillada i Poesía, es troben recollides per Monte Ávila Editores en l'antologia titulada Obra poética completa. Aquesta última pertany a la col·lecció Altazor i va ser publicada el 2008.

## Publicacions
- Alas fatales (1935).
- Canciones que oyeron mis últimas muñecas (1956).
- Entre la luna y los hombres (1961), pòstum.